# 珀利爾 (北卡羅萊納州)
珀利爾（英語：Purlear）是位於美國北卡羅萊納州威爾克斯縣的非建制地區。

## 歷史
珀利爾的郵局自1884年營運至今。

## 地理
珀利爾所處的海拔為高於海平面409米（即1342英呎），而該地所採用的時區為UTC-5，即北美东部时区（EST）。同時該地設有夏令時間，為UTC-5調快一小時，即UTC-4（EDT）。